# Академске слободе
Академске слободе су могућности дате професорима, предавачима и студентима да мисле, истражују, пишу, изражавају сопствено гледиште, улазе у дебате слободни од контроле власти, институција и социјалних норми. Академске слободе су основ аутономије у инверзитета заштићене законодавством сваке земље.